# 奥斯卡·斯万
奥斯卡·斯万（瑞典語：Oscar Swahn，1847年10月20日—1927年5月1日），瑞典男子射击运动员。他曾代表瑞典参加1908年、1912年和1920年夏季奥林匹克运动会射击比赛，共获得三枚金牌、一枚银牌和二枚铜牌。